# Коршунов, Иван Николаевич
Иван Николаевич Коршунов (около 1738 года, Соликамск — 1806 год, Пермь) — пермский купец 3-й гильдии, городской голова с 18(29) октября 1796 года по 1799 год.
Родился в Соликамске около 1738 года, в купеческой семье. В 1793 году по указу Пермского губернского магистрата был переведён в Пермь. Его жена Домна Авраамовна была дочерью кунгурского купца Авраама Ивановича Попова (её братья, Михаил и Пётр также занимали должность городского головы Перми). Их дочь Анна 13(24) февраля 1796 года вышла замуж за Сергея Васильевича Лапина, сына Василия Герасимовича Лапина, купца и городского головы. Занимаясь в Перми поставками хлеба на горные заводы, Коршунов разорился. Он пытался присвоить имущество своего зятя, но в результате вмешательства властей присвоенный капитал был возвращён Лапину, а имущество Коршунова описано.
Скончался в 1806 году, будучи посадским человеком.